# 카를 뢰비트
카를 뢰비트(Karl Lowith, 1897년 ~ 1973년)는 독일의 철학자이다. 유태인이라는 이유로 나치의 압박을 받아 일본으로 건너가 동북제국대학 강사를 역임하였다. 그 후 미국으로 갔다가 제2차 세계대전 이후 하이델베르크 대학 교수가 되었다.

## 같이 보기
- 뉘마 드니 퓌스텔 드 쿨랑주